# Mystropsychoda obscura
Mystropsychoda obscura är en tvåvingeart som först beskrevs av Tonnoir 1939.  Mystropsychoda obscura ingår i släktet Mystropsychoda och familjen fjärilsmyggor. Inga underarter finns listade i Catalogue of Life.